# Rivière Trout
Der Rivière Trout (französisch; in Kanada) oder Trout River (englisch; in den USA) ist ein linker Nebenfluss des Rivière Châteauguay im US-Bundesstaat New York und in der kanadischen Provinz Québec.

## Flusslauf
Der Fluss entsteht 10 km südöstlich von Malone am Zusammenfluss seiner beiden Quellflüsse East Branch und West Branch Trout River. Der Middle Branch Trout River mündet kurz davor in den East Branch. Als Trout River fließt der Fluss in überwiegend nördlicher Richtung durch den Franklin County. Er fließt dabei östlich an Malone vorbei, passiert den Ort Constable, nimmt den Little Trout River rechtsseitig auf und erreicht nach 35 km die Staatsgrenze zu Kanada. Nördlich von Malone führt die New York State Route 30 entlang dem Flusslauf. In der regionalen Grafschaftsgemeinde Le Haut-Saint-Laurent in Kanada verläuft die Québec Route 138 entlang dem Rivière Trout. Der Fluss wendet sich allmählich nach Nordosten und mündet nach einer Gesamtstrecke von 55 km etwa 1,5 km südlich von Huntingdon in den Rivière Châteauguay. Am Unterlauf in Kanada befinden sich zwei kleine Staudämme am Rivière Trout: Barrage St-Onge (⊙) und Barrage Hooker (⊙). Der Fluss entwässert ein Areal von 427 km². Der mittlere Abfluss am Pegel Kelvingrove beträgt 6,4 m³/s.

## Namensgebung
Der Fluss trug in Kanada früher die Bezeichnung Rivière à la Truite (französisch für „Forellen-Fluss“). Im Jahr 1976 wurde die englische Namensform Trout übernommen.